# دردسرهای طلایی
دردسرهای طلایی یک مجموعه تلویزیونی محصول سال ۱۳۸۰ به کارگردانی شاپور قریب، نویسندگی حسن مهدوی‌فر و تهیه‌کنندگی عبدالله صادقی می‌باشد که از سیمای خانواده شبکه یک پخش شد.

## خلاصه داستان
این مجموعه به بررسی مسائل و مشکلات خانوادگی و اجتماعی در قالب طنز می‌پردازد.

## بازیگران
- پروین میکده
- زویا امامی
- زهره صفوی
- ژیلا صادقی
- ساناز سماواتی
- سهیلا مرادی
- سیاوش مفیدی
- غلامحسین لطفی
- فاطمه طاهری
- قربان نجفی
- کاظم هژیرآزاد